# Herman Colleniusstraat
De Herman Colleniusstraat is een straat in de stad Groningen, genoemd naar Herman Collenius  een  Groningen  portret- en historieschilder. De straat loopt van de kruising met het Hoendiep en de Aweg tot de kruising met de Wilhelminakade en Prinsesseweg. Direct naast laatstgenoemde kruising bevindt zich een brug over het Reitdiep, de Herman Colleniusbrug met een monumentaal brughuisje. De straat wordt veel gebruikt door fietsers van het Hoofdstation naar de Zernike Campus. De straat bestaat uit twee delen waarbij het deel ten noorden van de Kraneweg wordt gebruikt als snelle route van Kostverloren naar de Oranjewijk en het zuidelijke deel is afgesloten voor doorgaand autoverkeer. De straat is genoemd naar de Groningse portret- en historieschilder Herman Collenius (1650-1723). Aan het eind van de straat bij het Reitdiep staat Watertoren West.
Als onderdeel van de Slimme Fietsroute West, een initiatief van veilige routes voor fietsers naar de Zernike Campus, is de straat in 2017 en 2018 voorzien van fietsstroken en uitritconstructies, waardoor de fietsers meer plaats krijgen in de straat. Ook de kruising met de Wilhelminakade is hier reeds voor omgevormd tot een fietsrotonde.

## Monumenten
De Herman Colleniusstraat telt 1 rijksmonument. 
| Adres                | Beschrijving                                                                            | Monument  | Foto |
| -------------------- | --------------------------------------------------------------------------------------- | --------- | ---- |
| Herman Colleniusbrug | Brugwachtershuisje van de Herman Colleniusbrug uit 1925, ontworpen door Siebe Jan Bouma | RM 486905 |      |

Aweg ·
Bedumerweg ·
Damstersingel .
Eemskanaal Noordzijde .
Herman Colleniusstraat .
Holtstek .
Korreweg .
Kraneweg .
Petrus Campersingel ·
Westersingel ·